# Финал на Шампионската лига 2013
Финалът на Шампионската лига 2013 е футболен мач, който се проведе в събота, 25 май 2013 между немските Борусия 09 (Дортмунд) и ФК Байерн Мюнхен на стадион Уембли в Лондон, Англия. Мачът се провежда за да определи победителя на сезон 2012/13 в Шампионската лига, най-силния европейски клубен турнир. Преди този мач Байерн са печелили титлата 4 пъти, докато Борусия са печелили купата 1 път.
В групите Борусия е в група D заедно с Реал Мадрид, АФК Аякс и Манчестър Сити и завършва на първо място.
Байерн е в група F заедно с Валенсия КФ, ФК БАТЕ Борисов и Лил ОСК и завършва на първо място.
Борусия 09 (Дортмунд) отстраняват Шахтьор Донецк, Малага и Реал Мадрид, а Байерн отстраняват Арсенал, Ювентус и Барселона по пътя към финала.
Стадион Уембли е обявен да проведе финала на 16 юни 2011. 

## Детайли
| 25 май 2013 21:45 |

| Борусия Дортмунд  | 1 – 2  | Байерн Мюнхен           |
| ----------------- | ------ | ----------------------- |
| Гюндоган 68' (д.) | Доклад | 60' Манджукич 89' Робен |

| Уембли, Лондон 86 298 зрители Съдия: Никола Рицоли |